# Marvin Gaye
Marvin Pentz Gay Jr. (Washington D. C., 2 de abril de 1939-Los Ángeles, 1 de abril de 1984), más conocido por su nombre artístico Marvin Gaye, fue un cantante, compositor, pianista y productor estadounidense de música soul y uno de los cantantes fundamentales del sonido Motown. Era apodado como el "Príncipe del Soul".
A lo largo de su carrera, Marvin Gaye vendió más de 25 millones de álbumes, contrario a los inicios de su carrera, a través de los años Gaye se ha consagrado como un pilar fundamental y un ícono del soul, lanzando varios discos que revolucionarían y cambiarían el rumbo ese género en las décadas de 1970 y 1980. Desde su muerte, muchas instituciones le han otorgado títulos póstumos, premios y distinciones, incluyendo el Premio Grammy a la carrera artística, un puesto en el Salón de la fama del Rhythm and Blues, otro en el Salón de la Fama de los Compositores y en 1987, en su primer año de elegibilidad, fue introducido en el Salón de la Fama del Rock and Roll. Además, ocupa el puesto decimoctavo de Los 100 mejores artistas de la Historia según la revista Rolling Stone.
El cantante añadió la letra "e" al final de su apellido Gay, como homenaje a su ídolo musical Sam Cooke, convirtiéndolo en Gaye. 
Durante sus primeros años de carrera musical grabó numerosos hits de su época como «Pride and Joy», «Ain't No Mountain High Enough», «How Sweet It Is (To Be Loved by You)» y el número 1 en Estados Unidos y Reino Unido «I Heard It Through the Grapevine», esta última es considerada un hit del soul, alcanzó el número 1 en el listado Billboard Hot 100 en 1968 y figura en la posición 81 de Las 500 mejores canciones de todos los tiempos según Rolling Stone.
Pese a su éxito inicial, la carrera de Marvin Gaye se vio interrumpida tras resultar fuertemente afectado por la abrupta muerte de la cantante Tammi Terrell, su eterna compañera en los escenarios. Tras un periodo de depresión, del que nunca salió por completo, intentó buscar una posición como receptor abierto en un equipo profesional de Fútbol Americano, los Detroit Lions, algo que finalmente no se le permitió por miedo a una posible lesión que afectara su carrera.
Marvin Gaye regresó a la escena musical a comienzos de la década de 1970 para grabar algunos de los discos más aclamados de su carrera y de la historia, entre los que se destacan What's Going On (1971), considerado por la crítica especializada como el mejor álbum de soul de todos los tiempos y uno de los más influyentes e importantes en la historia, ocupa el sexto lugar en la lista de Rolling Stone de los 500 mejores álbumes de todos los tiempos publicada en 2003, este álbum también lo convirtió en el primer cantante afroamericano en ganar 1 millón de dólares. La canción con el mismo nombre fue incluida en 2004 y de nuevo en 2011 por Rolling Stone entre Las 500 mejores canciones de todos los tiempos en la cuarta posición. También es uno de Los 500 temas que marcaron al rock & roll según el Salón de la Fama de este género.  
Le seguirían Let's Get It On (1973), considerado unos de los mejores álbumes de todos los tiempos, popularizando el funk y soul en la década de los 70, siendo que, estableció a Gaye como un símbolo romántico y sexual en la música. La canción del mismo nombre fue incluida en 2008 en la posición 32 dentro del ranking de Los 100 más grandes éxitos de todos los tiempos en Estados Unidos. Tanto I Want You (1976) como Here, My Dear (1978), que en su momento gozaron de críticas desfavorables y mala recepción, son considerados en la actualidad como álbumes referentes del Soul, este último en 2020 obtendría el puesto 493 de los 500 Mejores Álbumes de la Historia de la revista Rolling Stone.
Pese a su éxito en los años 1970, Gaye sucumbió a una fuerte adicción a la cocaína, graves problemas financieros, un costoso divorcio con su primera esposa, y problemas familiares y mentales, que llevarían a varios intentos de suicidio.
Pasada la década de 1970, Gaye publicaría en 1982 su último y mayor éxito comercial, su álbum Midnight Love, considerado unos de los álbumes más importantes de la década de 1980 y que contiene el hit «Sexual Healing» que le hizo acreedor de dos premios Grammy, está en el puesto 233 de la lista de las 500 mejores canciones de todos los tiempos de la revista Rolling Stone.
Gaye falleció en circunstancias confusas en la casa de sus padres en Los Ángeles, California. Fue durante la víspera de su 45° cumpleaños (1 de abril de 1984), cuando su padre le disparó tres veces después de una violenta discusión.

## Biografía

### Primeros años
Marvin Pentz Gay Jr. nació en Washington D. C., donde su padre era un predicador, ministro de la Casa de Dios (House of God), una congregación conservadora cristiana con elementos del pentecostalismo y judaísmo ortodoxo que exigía el cumplimiento de unos códigos de conducta estrictos y no celebraba ninguna festividad. Marvin comenzó a cantar en el coro de la iglesia, un lugar sobre el que años más tarde diría «aprendí la alegría de la música»; sin embargo, en casa, debía soportar el fundamentalismo moral y los ataques de ira de su padre. Durante aquellos años, aprendió a tocar el piano y la batería, viéndose obligado a abandonar el atletismo por la intransigencia de su padre.
A los 15 años formó su primer grupo, DC Tones. Tras un breve paréntesis en las fuerzas aéreas, de donde fue expulsado por indisciplina, ingresó en el grupo de doo wop The Rainbows, y posteriormente en The Marquees, grabando un sencillo apadrinado por Bo Diddley que no tuvo éxito. Poco después, se unió a The Moonglows, grupo liderado por Harvey Fuqua y, por aquel entonces, uno de los mejores grupos de doo wop. «Mama Loocie» (1959, Chess Records) fue el primer sencillo publicado con The Moonglows. 
Tras varios trabajos y giras, Harvey Fuqua disolvió el grupo y se trasladó a Detroit en busca de mayores oportunidades, llevándose a Gaye. Allí, fundó un sello discográfico y contrajo matrimonio con Gwen Berry, que regentaba otro pequeño sello; ambos se fusionaron poco más tarde en el sello Tri Phi Records e incorporaron a su catálogo a Marvin Gaye, que se había casado con Anna Berry, hermana mayor de Gwen, en 1961. Posteriormente, Berry Gordy, hermano de Anna y Gwen y propietario del sello Tammi, luego Tamla Motown, absorbió la compañía Tri Phi.

### Años 60: Motown

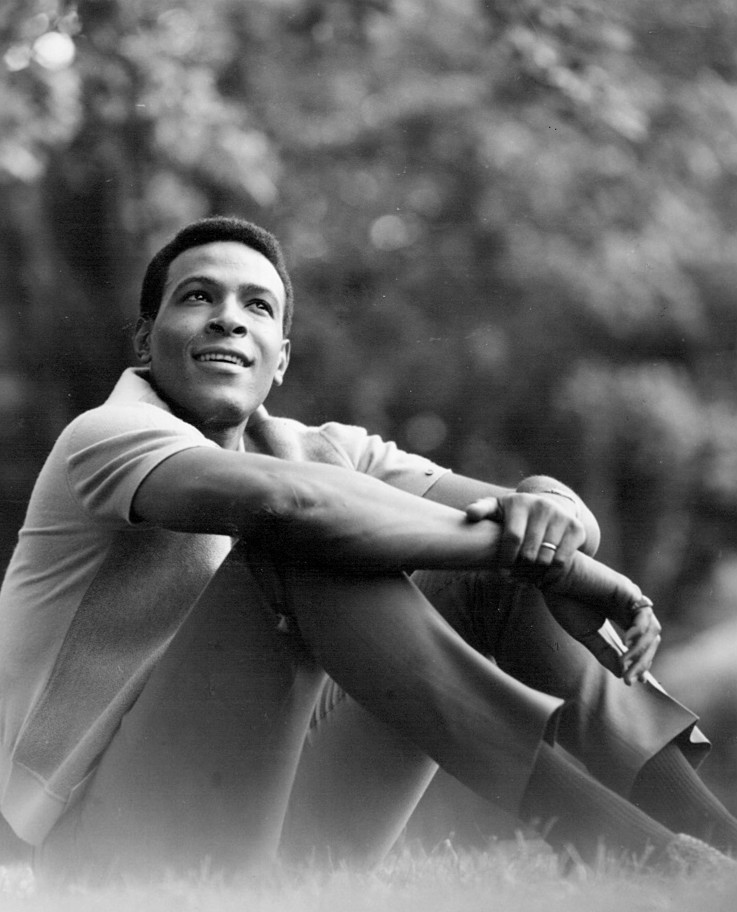
Gaye en 1966

En Motown, donde realizaría una brillante carrera, Gaye comenzó acompañando a la batería, entre otros grupos, a Smokey Robinson & the Miracles, y haciendo acompañamientos vocales y tocando el piano en grabaciones de otros artistas. 

En agosto de 1961, debutó como solista con The Soulful Moods of Marvin Gaye, sin demasiado éxito. Desviándose del camino de las baladas convencionales compuso con William Stevenson y George Gordy, "That Stubborn Kinda' Fellow" (1963), del que se publicó el sencillo que da título al álbum, Hitch Hike y "Pride and Joy", sus primeros éxitos en Motown, a los que seguiría el álbum How Sweet It Is (To Be Loved By You) (1964) y los sencillos "I'll Be Doggone" y "Ain't That Peculiar" (1965). 

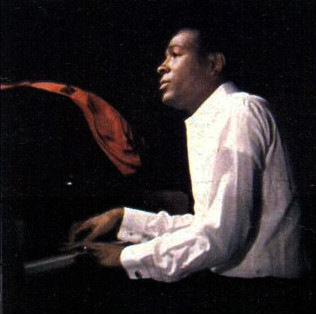
Gaye en 1968

En 1964 inició sus duetos con Mary Wells, la estrella femenina de la Motown, con quien grabó, ese mismo año, Together, y un par de canciones que tuvieron alguna popularidad. 
Posteriormente grabó con Kim Weston, "Take Two" (1967), pero sus mejores duetos fueron sin duda con Tammi Terrell, con la que consiguió recrear a los ojos del público el romance perfecto hasta el punto de que circularon insistentes rumores acerca de las relaciones entre ambos que fueron, eso sí, grandes amigos. Con ella obtuvo grandes éxitos como "Ain't No Mountain High Enough" y "Your Precious Love" en 1967 y "Ain't Nothing Like the Real Thing" y "You're All I Need to Get By" en 1968. 
La fantasía terminó bruscamente después de que en el verano de 1967, Tammi Terrel se desmayara en el escenario en los brazos de Gaye por un tumor cerebral no diagnosticado que acabaría con su vida tres años más tarde. «Siento que, de alguna manera, he muerto con ella» diría Gaye tiempo después.
Al año siguiente explotó en solitario las listas con "I Heard It Through the Grapevine" (1968) colocándose en el número uno de las listas de R&B y pop y logrando vender más de 4 millones de copias del sencillo; el mayor éxito de ventas de Motown en la década de los 60.

### Años 1970: el éxito internacional

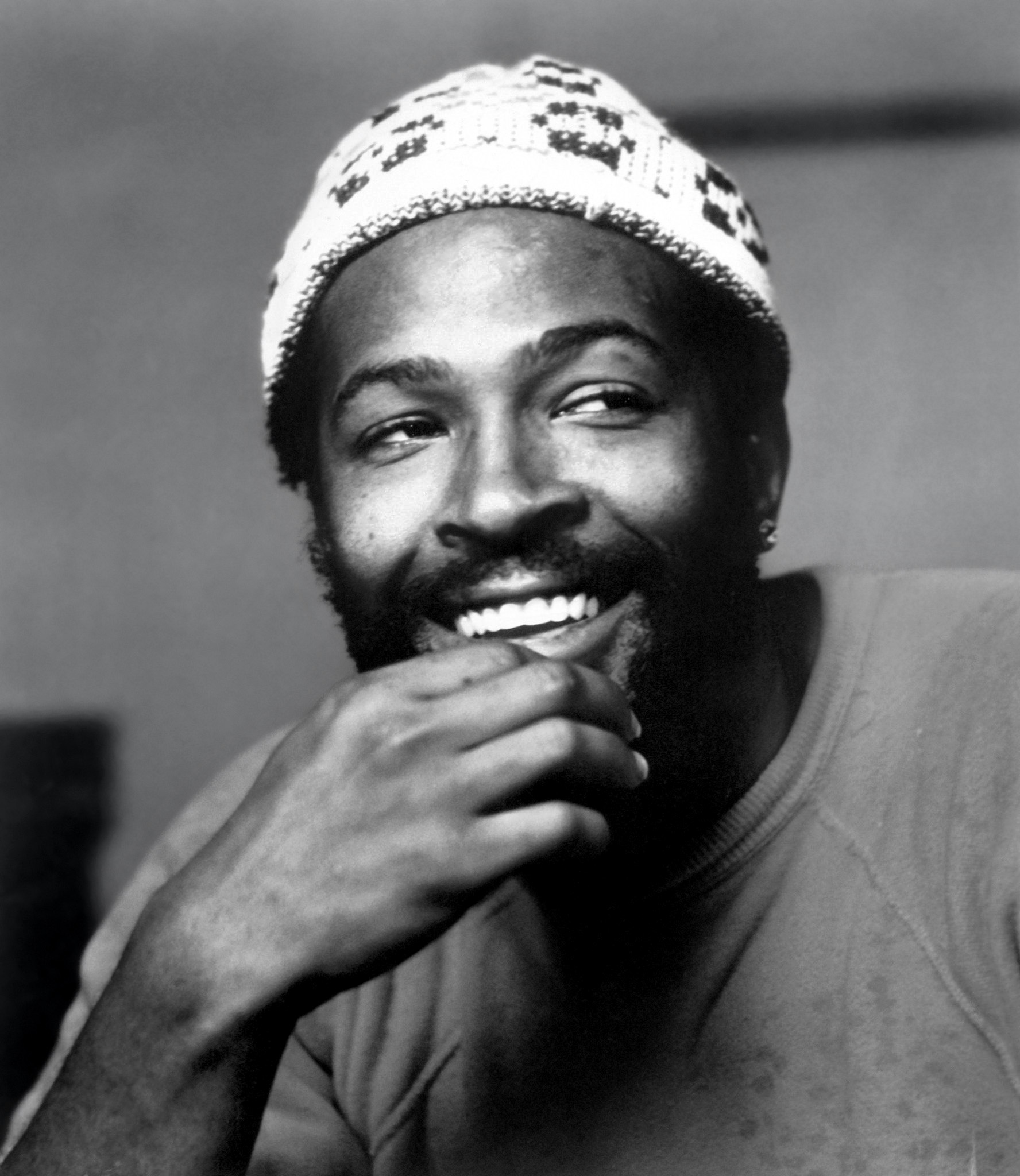
Gaye en 1973, foto publicitaria

A partir de 1968 Gaye comienza a distanciarse en el ámbito artístico de los productores de la Motown y siguiendo la tendencia que se manifiesta en la música popular de aquellos años de incorporar a las letras temáticas sociales y políticas, graba en 1971 el que a la postre será considerado su mejor álbum, What's Going On, con elementos del jazz y la música clásica y en el que aborda la protección del medio ambiente, la corrupción política, el abuso de las drogas y la guerra de Vietnam inspirado por su hermano Frankie Gaye que acababa de regresar del frente. 
What's Going On tiene sin embargo que superar la inicial oposición de Gordy que lo juzga excesivamente político y escasamente comercial; sin embargo, Gaye se niega a realizar otra grabación hasta que se grabe el sencillo, a lo que Gordy accede finalmente en enero de 1971. Una vez publicado alcanza rápidamente los puestos primero y segundo en las listas de soul y pop y ante el éxito, Gordy reconoce la victoria de Gaye y cede a sus pretensiones. El LP (long play) se graba en tan sólo 10 días en marzo y sale a la luz el 21 de mayo, consiguiendo el mismo éxito que el sencillo.
En 1973 graba Let's Get It On, un álbum impregnado de sensualidad que tiene buena acogida entre el público, siendo exitosos el sencillo homónimo y el tema Distant Love. El mismo año graba con Diana Ross Marvin & Diana, de la que se desprende otro clásico de ambos You Are Everything, canción interpretada en conciertos esporádicos por la dupla.
Al tiempo que termina su matrimonio publica I Want You. Tras su divorcio de Anna Gordy, es condenado en 1976 por un tribunal por el impago de la pensión alimenticia, viéndose obligado a trabajar en un nuevo disco; el resultado es Here, My Dear un álbum tan personal que Anna Gordy considera incluso la posibilidad de demandarle por invadir su privacidad. Pese a la complejidad compositiva y el empeño de Gaye, el álbum fue un fracaso comercial, y llevó a Gaye a una intensa depresión, y a salir de gira para recuperar ingresos.

### Años 1980

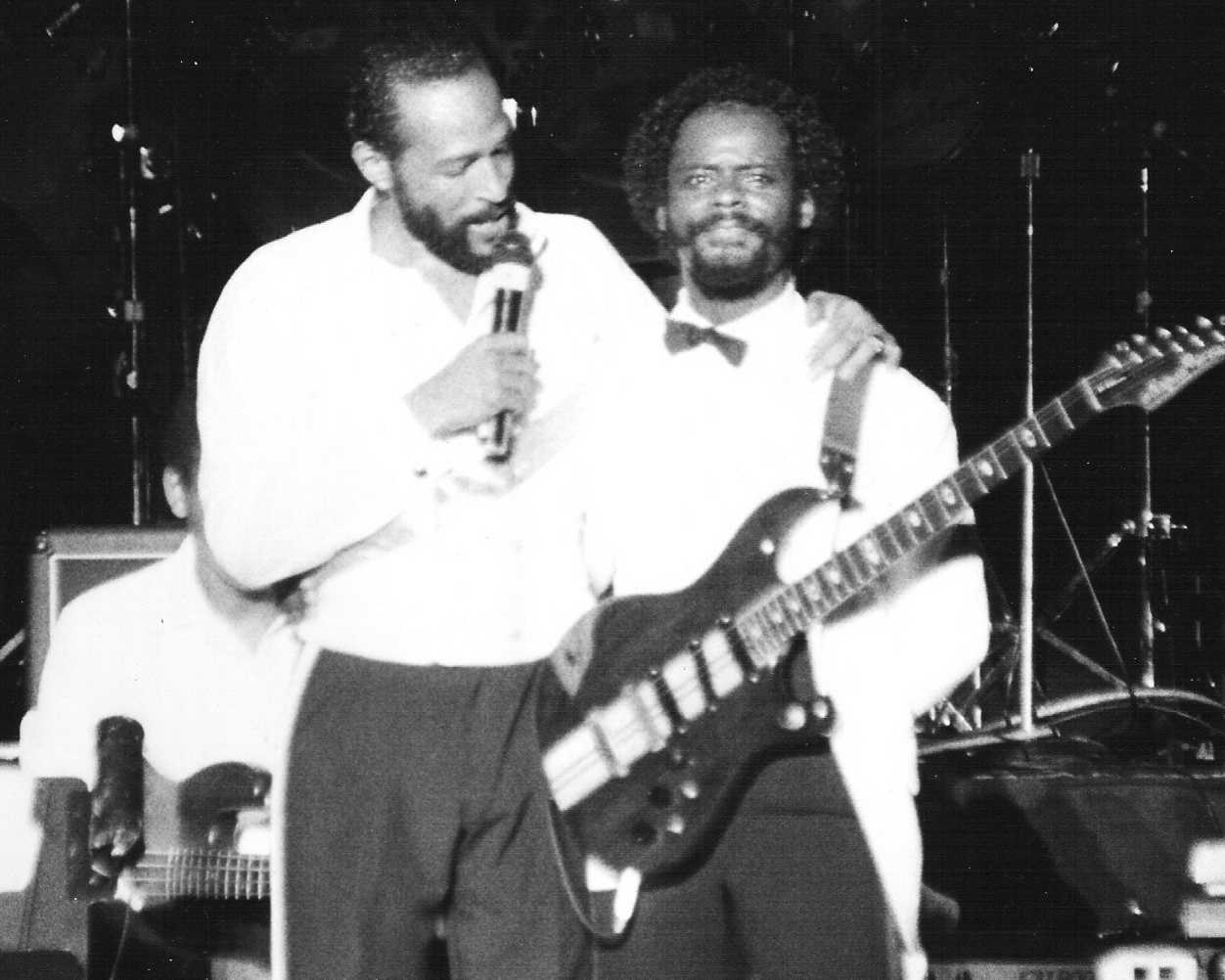
Marvin Gaye y el guitarrista Gordon Banks, en febrero de 1984, solo dos meses antes del fallecimiento de Marvin.

Tras diversos reveses profesionales y un nuevo fracaso matrimonial, Gaye se traslada a Hawái y finalmente, por problemas de impuestos, recala en Europa en 1981, donde sacará a la luz In Our Lifetime, un complicado e intimista disco que pondrá fin a su relación con Motown.
Tras firmar con Columbia Records en 1982 compuso "Midnight Love" al tiempo que intentaba sobreponerse de su adicción a la cocaína. Una de sus canciones, "Sexual Healing", es una de las más famosas de Gaye. "Sexual Healing" fue escrita en el pueblo de Moere (Flandes Occidental, Bélgica). Allí se puede ver su espléndida casa.

## Asesinato

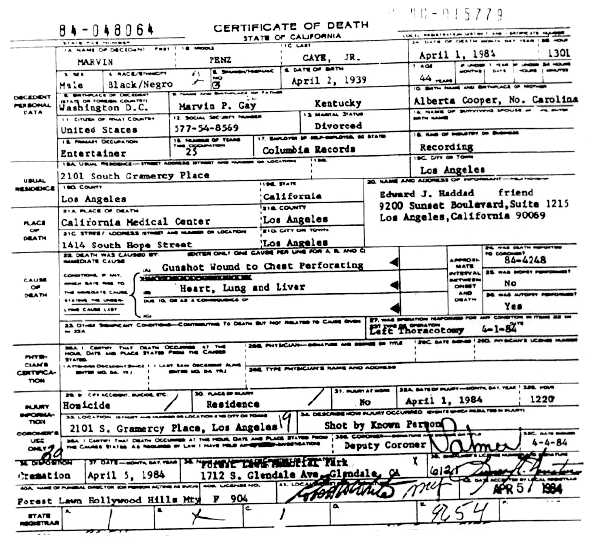
Certificado de defunción de Marvin Gaye

A pesar del resurgir de su carrera y su reencuentro con la fama, se hundió aún más en las drogas, de las que intentó aislarse buscando refugio en casa de sus padres. Sin embargo, durante el tiempo que pasó allí en varias ocasiones intentó suicidarse después de mantener agrias discusiones con su padre. 
Finalmente, el 1 de abril de 1984, la víspera de su 45 cumpleaños, en el transcurso de una de esas discusiones su padre lo mató de dos disparos (hecho que sería calificado como «homicidio justificable o defensa propia», ya que en el tribunal su padre alegó defensa propia porque Marvin lo había agredido a golpes, hecho que se repetía bastante debido a sus diferencias y al abuso de drogas por parte de Marvin) con un arma que el propio Marvin le había dado cuatro meses antes. Después de la tragedia, su madre se divorció de su padre y este terminó sus días en un asilo de ancianos, donde falleció en 1998 de un ataque al corazón.

## Legado

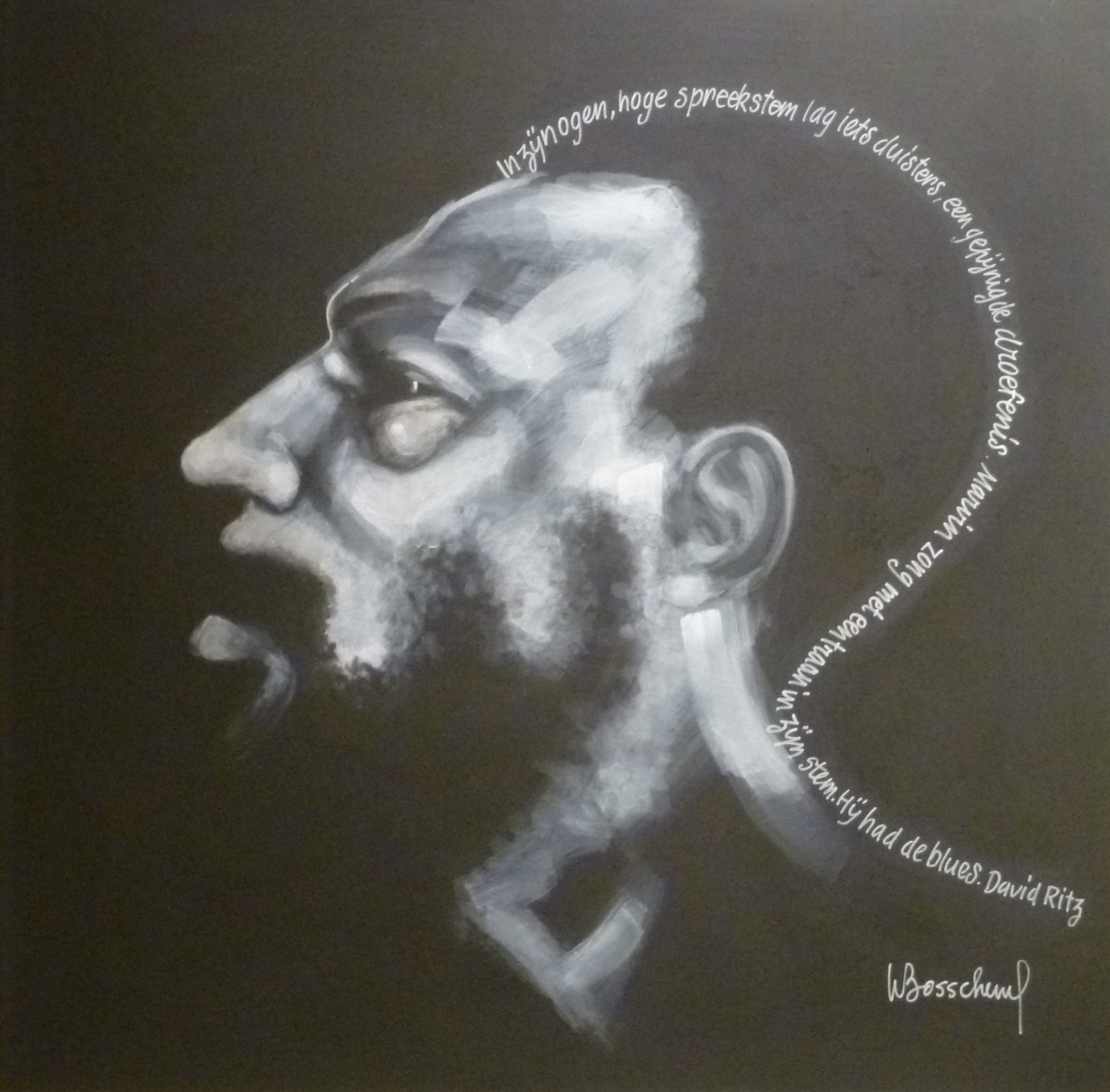
Marvin Gaye por el pintor belga Willy Bosschem.

En 1987, Gaye ocupó su lugar en el Salón de la Fama del Rock and Roll. No fue este, sin embargo, el único homenaje a su figura: en vida, en 1983, el grupo británico Spandau Ballet grabó el sencillo "True" dedicado a Gaye y al «sonido Motown»; un año después de su muerte The Commodores recogía el fallecimiento de Gaye en "Night Shift" y en 1999 el mundo del R&B rendía honores al «Príncipe de Motown» en el álbum Marvin is 60.
Asimismo en 1991 Rod Stewart y Tina Turner grabaron juntos una memorable versión de «It takes two» que fue incluida en los discos Vagabond Heart de Rod Stewart y Simply the Best de Tina Turner. En 2015, los cantantes Charlie Puth y Meghan Trainor escribieron una canción que lleva el nombre del difunto cantante, Marvin Gaye.

### En la cultura popular
Para honrar la memoria del músico, surge en México la Revista Marvin, nombrada así en su honor.
La canción "Marvin Gaye", cantada por Meghan Trainor y Charlie Puth, hace referencia a él. En una entrevista con Billboard, Puth explica el ambiente que quería para su próximo EP. «Escuché un montón de discos de Marvin Gaye y Motown. Cuando estaba haciendo mi disco, yo sólo quería hacer este sonido soulful. Cuando Marvin Gaye hizo su música, evocó este sentimiento que llegar a todos.» En abril de 2015, lanzó «I Won't Tell a Soul», el segundo sencillo de su EP, Some Type of Love.
Su música ha sido utilizada en un gran número de películas, series de televisión, documentales, spots publicitarios e inclusive en videojuegos, por lo cual sigue siendo uno de los artistas más influyentes de la historia.
La canción Ain't No Mountain High Enough aparece en la película Guardianes De La Galaxia.
En la canción Club at the ende of the street del cantante y músico británico Elton John y el letrista Bernie Taupin, aparece un homenaje a "Marvin Gaye", cuya "voz" resuena poéticamente en las proximidades del famoso club del final de la calle.

## Discografía

### Con Motown
En solitario
- 1961: The Soulful Moods of Marvin Gaye
- 1963: That Stubborn Kinda Fellow
- 1963: Recorded Live on Stage
- 1964: Hello Broadway
- 1964: When I'm Alone I Cry
- 1965: How Sweet It Is To Be Loved By You (R&B #4, US #128)
- 1965: A Tribute to the Great Nat "King" Cole
- 1966: Moods of Marvin Gaye (R&B #8, US #118)
- 1967: Marvin Gaye at the Copa (cancelado; después realizado en 2005)
- 1968: In the Groove (renombrado en 1969 como I Heard It Through the Grapevine) (R&B #2, US #63)
- 1969: M.P.G. (R&B #1, US #40)
- 1970: That's The Way Love Is (R&B #17, US #189)
- 1971: What's Going On (R&B #1, US #6) [disco de oro]
- 1972: You're the Man (retirado de la venta)
- 1972: Trouble Man (R&B #3, US #14)
- 1973: Let's Get It On (R&B #1, US #2)
- 1974: Marvin Gaye Live! (R&B #1, US #8)
- 1976: I Want You (R&B #1, US #4)
- 1977: Live at the London Palladium (R&B #1, US #3)
- 1978: Here, My Dear (R&B #4, US #26)
- 1979: Love Man (cancelado)
- 1981: In Our Lifetime (R&B #6, US #32)
- 1994: The Norman Whitfield Sessions

Dúos
- Marvin Gaye & Mary Wells:
  - 1964: Together (US #42)
- Marvin Gaye & Kim Weston:
  - 1966: Take Two (R&B #24)
- Marvin Gaye & Tammi Terrell:
  - 1967: Ain't No Mountain High Enough
  - 1967: United (R&B #7, US #69)
  - 1968: You're All I Need (R&B #4, US #60)
  - 1969: Easy (US #184)
- Diana Ross & Marvin Gaye:
  - 1973: Diana & Marvin (R&B #7, US #26)

### Con Columbia Records
- 1982: Midnight Love (R&B #1, US #7) [3x Platinum]
- 1985: Dream Of A Lifetime (póstumo) (R&B #8, US #41)
- 1985: Romantically Yours (póstumo)

### Recopilaciones
- 1964: Greatest Hits, Vol. 1 (US #72)
- 1967: Greatest Hits, Vol. 2 (R&B #19, US #178)
- 1969: Marvin Gaye & His Girls (R&B #16, US #183)
- 1970: Super Hits (R&B #19, US #117)
- 1970: Greatest Hits (w/Tammi Terrell) (R&B #17, US #171)
- 1974: Anthology (versión #1) (R&B #10, US #61)
- 1976: Marvin Gaye's Greatest Hits (R&B #17, US #44) [Platinum]
- 1983: Every Great Motown Hit of Marvin Gaye (US #80) [Platinum]
- 1984: Anthology (versión #2)
- 1986: Motown Remembers Marvin Gaye (R&B #48, US #193)
- 1988: A Musical Testament: 1964-1984 (R&B #69)
- 1991: The Marvin Gaye Collection (R&B #67)
- 1995: Anthology (versión #3)
- 1995: The Master: 1961/1984 (box set)
- 2000: 20th Century Masters - The Millennium Collection: The Best of Marvin Gaye, Vol. 1 - the 1960s
- 2001: 20th Century Masters - The Millennium Collection: The Best of Marvin Gaye, Vol. 2 - the 1970s
- 2001: 20th Century Masters - The Millennium Collection: The Best of Marvin Gaye & Tammi Terrell
- 2001: The Complete Duets (w/Tammi Terrell)
- 2001: Love Songs: Greatest Duets
- 2002: Love Songs: Bedroom Ballads
- 2002: The Very Best of Marvin Gaye (re-released in 2005 as Marvin Gaye: Gold) (2002 - R&B #85, US #167; 2005 - R&B #95) [Gold]

### Reediciones de lujo
- 2001: What's Going On (Deluxe Edition)
- 2001: Let's Get It On (Deluxe Edition)
- 2003: I Want You (Deluxe Edition)
- 2007: "Number 1´s"

## Filmografía
- 1965: T.A.M.I. Show (documental)
- 1969: The Ballad of Andy Crocker (telefilme)
- 1971: Chrome and Hot Leather (telefilme)
- 1973: Save the Children (documental)

## Vídeos
- 2003: Marvin Gaye: Live in Montreux 1980
- 2006: The Real Thing: In Performance (1964–1981)